# Markus Eiche
Markus Eiche (* 24. Juni 1969 in St. Georgen im Schwarzwald) ist ein deutscher Opernsänger (Bariton).

## Leben
Nach dem Abitur begann Eiche zunächst ein Studium der Elektrotechnik am heutigen KIT (Karlsruher Institut für Technologie), welches er als Diplomingenieur abschloss. Noch während dieses technischen Studiums begann er an der Hochschule für Musik in Karlsruhe Gesang zu studieren.
Seine Gesangsstudien setzte er an der Hochschule für Musik und Darstellende Kunst in Stuttgart fort. 1996 war er Stipendiat des Richard Wagner Verbandes und erster Preisträger des Robert-Saar-Gesangswettbewerbs in Bad Kissingen. 1998 erhielt er ein Stipendium der Stiftung Podium junger Musiker. Im selben Jahr gewann er beim internationalen Gesangswettbewerb Francesco Viñas in Barcelona den ersten Großen Preis der Generalidad de Catalunya sowie einen Sonderpreis für den besten Oratorien- und Liedinterpreten.
Neben seiner Konzerttätigkeit sammelte der Bariton erste Bühnenerfahrung während der Sommer-Stagione 1997 des Prager Ständetheaters, wo er in einer Produktion der Prager Mozartgesellschaft in Le nozze di Figaro die Rolle des Conte Almaviva übernahm. Im Herbst desselben Jahres erhielt Markus Eiche ein Gast-Engagement am Württembergischen Staatstheater Stuttgart im Rahmen des Projekts Junge Oper Stuttgart.

## Musiktheater
Von 2001 bis 2007 war Markus Eiche Mitglied des Ensembles vom Nationaltheater Mannheim. Dort sang er den „Marcello“ in Giacomo Puccinis La Bohème, „Papageno“ in Wolfgang Amadeus Mozarts Die Zauberflöte, „Guglielmo“ in Mozarts Così fan tutte, „Heerrufer“ in Wagners Lohengrin, sowie die Titelpartien in Alban Bergs Wozzeck und Mozarts Don Giovanni. Eiche arbeitete unter anderem mit den Dirigenten Kent Nagano, Bertrand de Billy, Kirill Petrenko, Ádám Fischer, Christoph von Dohnányi und Riccardo Muti.
Von 2007 bis 2010 war Eiche Ensemblemitglied der Wiener Staatsoper, wo er als Conte Almaviva (Le nozze di Figaro), Jeletzki (Pique Dame), Belcore (L’elisir d’amore), Albert (Werther), Lescaut (Manon Lescaut), Doktor Falke (Die Fledermaus), Donner (Das Rheingold) sowie Fritz und Frank in Die Tote Stadt von Erich Wolfgang Korngold auftrat. Im Sommer 2007 debütierte er bei den Bayreuther Festspielen als Kothner in Die Meistersinger von Nürnberg, eine Rolle, die er auch in den Jahren 2008 bis 2011 gestaltete.
Markus Eiche gastierte weiters an der Mailänder Scala, bei der Münchener Biennale, an der Nederlandse Opera Amsterdam, am Gran Teatre del Liceu Barcelona (u. a. eine szenische Produktion von Schuberts Winterreise), an der Komischen Oper Berlin, der Staatsoper Unter den Linden Berlin und der Semperoper Dresden.
Gast war der Künstler oft bei den Salzburger Festspielen (u. a. Doktor Faustus, Don Carlos, Tristan und Isolde, Ariadne auf Naxos, Die Zauberflöte und Les Contes d’Hoffmann), Des Weiteren trat er am Prager Ständetheater, am Luzerner Theater und an der Staatsoper Stuttgart auf. Im Juli 2009 wirkte er als Einspringer für den „Wolfram“ in Katharina Wagners Inszenierung von Tannhäuser auf Gran Canaria mit.
Zu seinem Konzert- und Liedrepertoire gehören Carl Orffs Carmina Burana, Johannes Brahms’ Requiem, Benjamin Brittens War Requiem, Johann Sebastian Bachs Matthäuspassion, Johannespassion und Weihnachtsoratorium, Ludwig van Beethovens 9. Sinfonie, Gustav Mahlers Lieder eines fahrenden Gesellen und Lied von der Erde und Werke von Aribert Reimann, Wolfgang Rihm und Luigi Dallapiccola. Eine enge Zusammenarbeit verbindet den Künstler mit Helmuth Rilling. Gemeinsam mit seinem Begleiter Jens Fuhr debütierte er im Februar 2009 im Wiener Musikverein mit einem Programm aus Liedern von Schumann, Mahler, Strauss, Korngold und Schubert.

### CD-Aufnahmen
- Schuberts Freunde Vol.1 Naxos, 2002.
- Carmina Burana (Carl Orff), Naxos, 2007.